# موريل بيج
موريل بيج (بالإنجليزية: Murriel Page)‏ مواليد 18 سبتمبر 1975 في لوين، هي لاعبة كرة سلة أمريكية سابقة أصبحت مدربة. بدأت مسيرتها الاحترافية في سنة 1998. تم اختيارها من قبل فريق واشنطن ميستيكس خلال الدرافت. تدرب في دوري الاتحاد الوطني لكرة السلة النسائية. يبلغ طولها 6 قدم 2 بوصة (1.9 م). لعبت كرة السلة الجامعية في جامعة فلوريدا. اعتزلت اللعب في 2009. لعبت مع واشنطن ميستيكس ولوس أنجلوس سباركس.

## روابط خارجية
- موريل بيج على موقع الاتحاد الوطني لكرة السلة النسائية (الإنجليزية)
- موريل بيج على موقع كرة السلة الأوروبية.كوم (الإنجليزية)
- موريل بيج على موقع كلية كرة السلة في سبورتس رفرنس.كوم (الإنجليزية)
- موريل بيج على موقع بروبوليرز (الإنجليزية)
- موريل بيج على موقع سبورتس رفرنس (الإنجليزية)